# Флоренс I (Холандия)
Флоренс I Холандски (на нидерландски: Floris I van Holland; на немски: Florens I, Florenz I; на латински: Florentius I; * ок. 1020; † 28 юни 1061 убит при Недерхемерт в Гелдерланд, Нидерландия) от род Герулфинги е граф на Западна Фризия (comes Fresonum) и граф на Холандия (1049 – 1061).
Той е вторият син на граф Дитрих III Йерусалимски († 1039) и на Отелендис († 1044), дъщеря на херцог Бернхард I от Саксония. Сестра му Бертрада се омъжва за граф Дитрих I от Катленбург († 1056).
Флоренс наследява през 1049 г. умрелия си брат Дитрих IV († 13 януари 1049) в Графство Холандия. Той се подчинява на император Хайнрих III. На 18 юни 1061 г. той е убит от съперника си за Фризия Екберт I, маркграф на Майсен.
След смъртта му вдовицата му Гертруда се омъжва през 1063 г. за Роберт I Фризиец, граф на Холандия и Фландрия.

## Фамилия
Флоренс I се жени през 1050 г. за Гертруда Саксонска от фамилята Билунги (* ок. 1035; † 4 август 1113), дъщеря на Бернхард II, херцог на Саксония от фамилята Билунги и Ейлика, дъщеря на Хайнрих, маркграф на Швайнфурт. С нея той има децата: 
- Дитрих V (1052 – 1091)
- Берта (ок. 1055 – 1094), ∞ 1071 Филип I, крал на Франция (1052 – 1108)
- Алберт, каноник в Лиеж
- Петер, каноник в Лиеж
- Флоренс, каноник в Лиеж
- Матилда (* ок. 1057)
- Адела (* ок. 1061; † 1085), ∞ Балдуин I граф на Гин († 1092/96)